# Брник (Новаци)
Брник (мкд. Брник) је насеље у Северној Македонији, у јужном делу државе. Брник припада општини Новаци.

## Географија
Насеље Брник је смештено у јужном делу Северне Македоније. Од најближег већег града, Битоља, насеље је удаљено 40 km источно.
Брник се налазе у западном делу високопланинске области Маријово, као једно од најзабаченијих, али и етнички најчистијих делова православног словенског живља на тлу Македоније. Насеље је положено на источним падинама Селечке планине. Западно од села издиже се главно било планине. Надморска висина насеља је приближно 830 метара.
Клима у насељу је планинска због знатне надморске висине.

## Становништво
Брник је према последњем попису из 2002. године имао 2 становника. 
Претежно становништво по последњем попису су етнички Македонци (100%).
Већинска вероисповест је православље.